# بوتور
بوتور (به فرانسوی: Beautor) یک کمون در فرانسه است که در انه واقع شده‌است.

## خصوصیات
بوتور ۷٫۴۴ کیلومترمربع مساحت و ۲٬۶۷۵ نفر جمعیت دارد و ۵۰ متر بالاتر از سطح دریا واقع شده‌است.